# Saint-Hilaire-de-Lusignan
Saint-Hilaire-de-Lusignan är en kommun i departementet Lot-et-Garonne i regionen Nouvelle-Aquitaine i sydvästra Frankrike. Kommunen ligger i kantonen Agen-Nord som tillhör arrondissementet Agen. År 2022 hade Saint-Hilaire-de-Lusignan 1 509 invånare.

## Befolkningsutveckling
Antalet invånare i kommunen Saint-Hilaire-de-Lusignan
| Referens: INSEE |